# 岡本米次郎
岡本 米次郎（おかもと よねじろう、生年不明 - 1897年（明治30年）9月12日）は、日本の海軍兵学校生徒。海軍兵学校で発生した殺人事件の被害者である。

## 生涯
和歌山県出身。料理屋を営む父の次男である。和歌山師範附属小学校、和歌山中学を経て海軍兵学校へ進む。小中学校時代の成績は優秀であった。野村吉三郎は岡本の1年後輩で、両人は岡本家で勉強をともにした仲であり、野村が海軍へ進んだ理由に岡本の感化があった。岡本は海兵25期生に相当するが、このクラスは三度にわたる入校試験が行われた。当初は18名を募集したが合格者は5名であり、二度の追加募集で31名が入校している。岡本は18歳で、その第一回入校試験に合格する。席次は首席であり、25期全体でも首席入校者である。岡本にとって3度目の挑戦での合格であった。同期生に山梨勝之進、鳥巣玉樹、松岡静雄、犬塚太郎などがいる。
2学年への進級に際して同期生中ただ一人品行善良章を受賞。休暇には海兵26期生となった野村とともに郷里に遊んだ。その両人の海兵生徒姿に憧れ、海兵進学を決めたのが寺島健である。1897年（明治30年）3月、海軍兵学校で岡本ら海兵生徒4名と呉海兵団に属する三等水兵との間に殴打事件が発生する。この事件は海兵生徒が三等水兵の欠礼を咎めたことに端を発し、生徒が三等水兵を殴打したため水兵が負傷したというもので、岡本、鳥巣ら4名は軍法会議で拘留5日から7日の判決を受けた。岡本は4名中最先任の生徒であった。同年9月、この水兵は海軍兵学校を訪問し岡本に面会を求める。雨が降る中、レインコートに短刀を隠し持った水兵は、面会に応じた岡本を刺殺した。
後日談
この事件は正確な記録がないため事件の詳細は不明であるが、海軍兵学校では七不思議として怪談めいた形で伝承された。三等水兵は無期懲役に処せられたと伝わる。この事件の原因として、水野広徳（26期）は岡本の厳格な人柄と水兵（以前から悪評があったともいわれる）との不幸なめぐり合わせであったとし、厳しい階級差を背景とする英国の影響を受けた海軍兵学校の教育のもと、士官・下士官兵という階級の相違から年長者への対応に機械的な点があったのではないかとの指摘がある。岡本の葬儀は海軍兵学校で営まれ、墓は和歌山県妙慶寺にあり、山梨、野村が寄進した側石が設けられたが側石は現存しない。

## 関係者

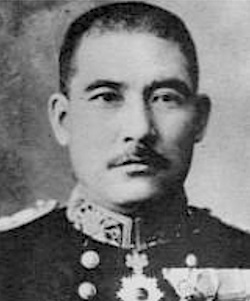
野村吉三郎。岡本の親しい後輩で、転居により行方不明となった岡本の遺族を捜し求めた。
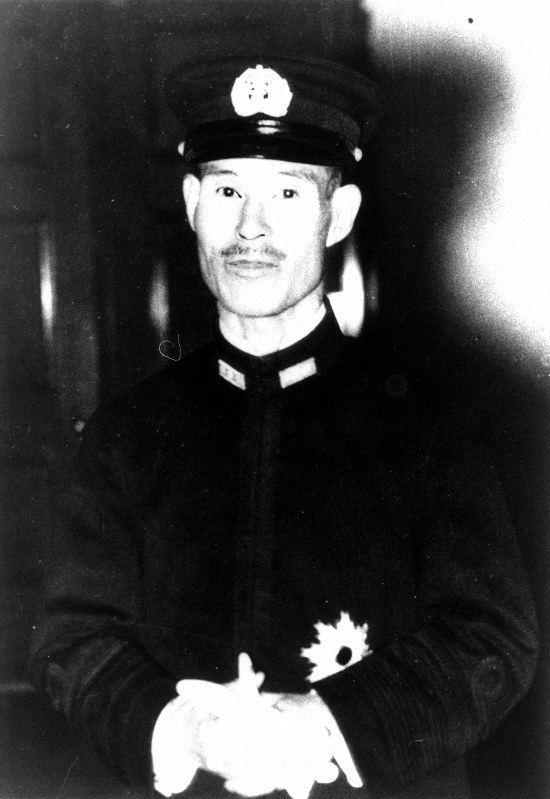
山梨勝之進。岡本の同期生で、岡本の遺族を見つけ、交流が続いた。
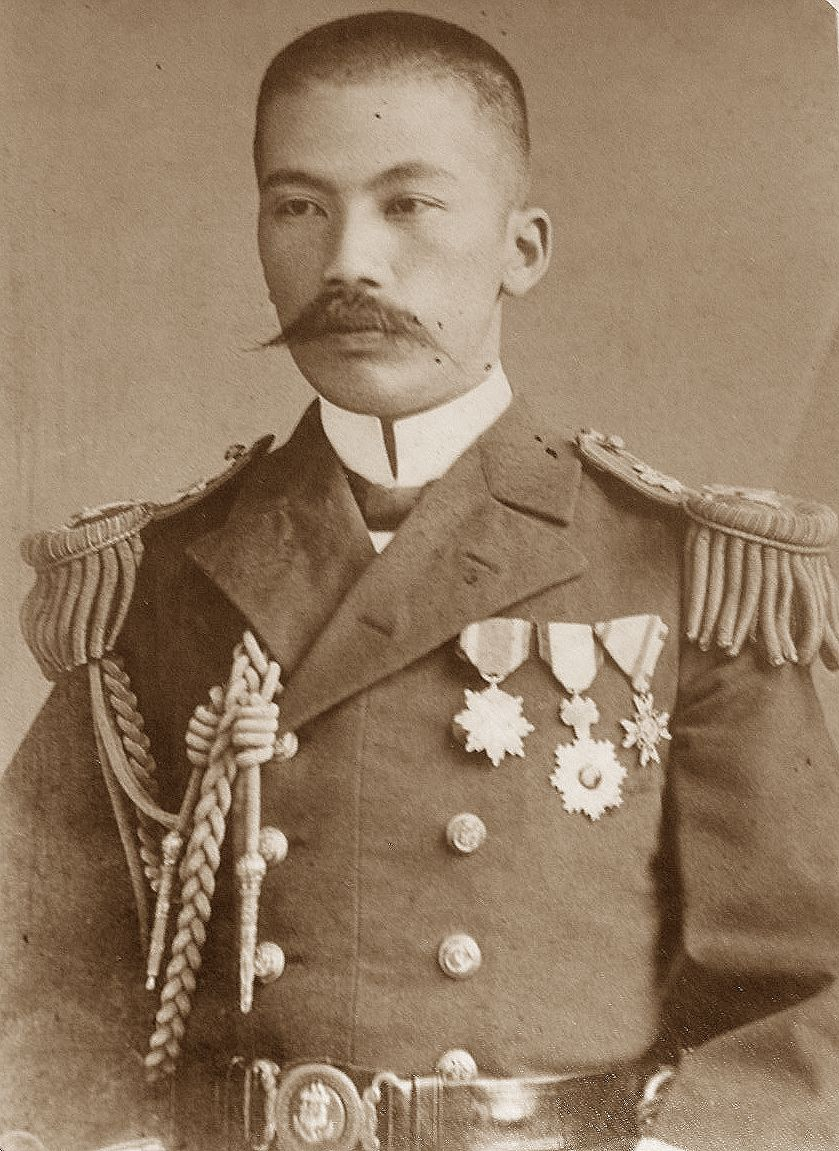
松岡静雄。海兵25期の首席。
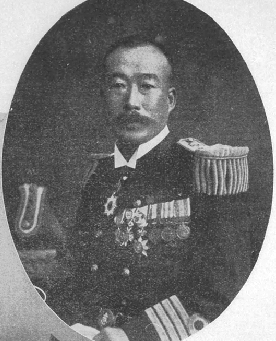
名和又八郎。伝承では水兵に椅子を投げつけ、岡本を救おうとした当直分隊監事である（明治29年12月の海兵職員名簿に海兵運用術教官として名和の名がある[4]。）